# Rosemaling

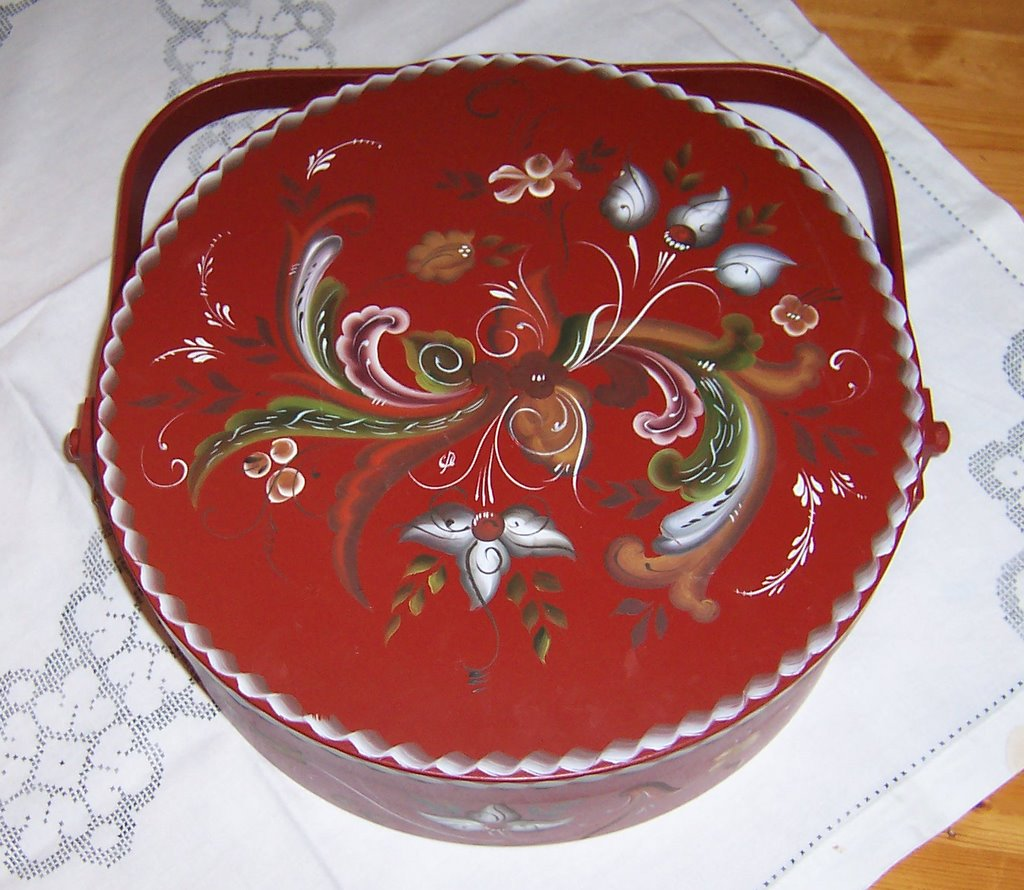
Rosemaling decorado com desenhos florais em um design tradicional

Rosemåling ou rosemaling, que em norueguês significa "pintura de rosas", é o nome para uma forma de decoração de arte folclórica que se originou nos vales rurais da Noruega. Essa decoração artística entrou em vigor em 1750, quando Barroco e Rococó, estilos artísticos da classe alta, foram introduzidos na cultura rural do país. O design da obra consiste em linhas que se formam como S e C, combinados com desenhos florais e cores sutis e vibrantes. Ele também pode conter frases, cenários, animais e figuras humanas.

## História na Noruega
Rosemåling teve sua origem particularmente na província de Telemark e Hallingdal, embora também tenha sido introduzida em Numedal, Setesdal e em alguns vales nas províncias de Vest-Agder, Hordaland, Sogn og Fjordane e Rogaland. É uma adaptação do Rococó e Barroco para a arte popular.